# Фосс, Эрнст
Эрнст Фосс (нем. Ernst Voss; 12 января 1842, Фокбек — 1 августа 1920, Гамбург) — немецкий машиностроитель и предприниматель, соучредитель судостроительной компании Blohm + Voss.
Эрнст Фосс родился в Фокбеке близ Рендсбурга в семье кузнеца, учился на машиностроителя и в 1863 году поступил в Цюрихский политехникум. Технический склад ума, энергичность и амбициозность Фосса позволили ему окончить учёбу досрочно. Для углублённого изучения машиностроения Эрнст Фосс отправился в Англию, где работал конструктором в судостроительной отрасли. В 1869 году вернулся в Германию и в 1877 году вместе с партнёром Германом Бломом занялся возведением верфи. Фоссу принадлежит авторство проекта доков. Партнёры отлично дополняли друг друга: Герман Блом обладал предпринимательской жилкой и располагал финансовой поддержкой семьи, а Эрнст Фосс внёс в общее дело свой обширный опыт в машино- и судостроении.
Эрнст Фосс похоронен на Ольсдорфском кладбище в Гамбурге.